# Babel (álbum de Mumford & Sons)
Babel es el segundo álbum de estudio de la banda británica de folk rock Mumford & Sons. Fue publicado  el 21 de septiembre de 2012 en Europa y Sudamérica, y el 25 de septiembre en los Estados Unidos y Canadá.

## Grabación
Las grabaciones del álbum se realizaron entre 2011 y 2012 en varios estudios de Gran Bretaña, Estados Unidos y Francia. Markus Dravs, que ya trabajó con la banda en el álbum anterior, actuó como productor.

## Lista de canciones
El 29 de octubre de 2012 la página web de la banda anunció una nueva versión del álbum titulada "Gentlemen of the Road Edition". Este es el álbum junto con los cortes extra, acompañado de un CD/DVD de la películaThe Road to Red Rocks. La película contiene entrevistas e imágenes con la banda grabadas por el dúo Fred & Nick mientras estaban en el circuito de gira Gentlemen of the Road, incluidos dos conciertos con entradas agotadas en Red Rocks. La lista de pistas es similar tanto en el CD como en el DVD, con la excepción de "Thistle & Weeds", que solo se incluye en el DVD.
| Red Rocks Live (CD) |                        |          |  |
| N.º                 | Título                 | Duración |  |
| 1.                  | «Lover's Eyes»         | 5:43     |  |
| 2.                  | «Little Lion Man»      | 4:28     |  |
| 3.                  | «Below My Feet»        | 4:44     |  |
| 4.                  | «Roll Away Your Stone» | 4:43     |  |
| 5.                  | «Lover of the Light»   | 5:22     |  |
| 6.                  | «Ghosts That We Knew»  | 5:55     |  |
| 7.                  | «Awake My Soul»        | 4:23     |  |
| 8.                  | «Whispers in the Dark» | 3:39     |  |
| 9.                  | «Dust Bowl Dance»      | 4:57     |  |
| 10.                 | «I Will Wait»          | 4:46     |  |
| 11.                 | «The Cave»             | 4:11     |  |

## Posición en listas
| Lista (2012–13)                         | Mejor posición |
| --------------------------------------- | -------------- |
| Listas musicales de Australia           | 2              |
| Ö3 Austria Top 40                       | 2              |
| Ultratop (Flanders)                     | 1              |
| Listas musicales de Canadá              | 1              |
| Danish Albums Chart                     | 4              |
| Dutch Albums Chart                      | 1              |
| Suomen virallinen lista                 | 19             |
| Listas de GfK Entertainment             | 2              |
| Irish Albums Chart                      | 1              |
| Italia (FIMI)                           | 5              |
| Japanese Albums Chart                   | 97             |
| Official New Zealand Music Chart        | 1              |
| VG-lista                                | 1              |
| South African Albums Chart              | 3              |
| Productores de Música de España         | 12             |
| Sverigetopplistan                       | 4              |
| Schweizer Hitparade                     | 2              |
| Official Albums Chart                   | 1              |
| US Billboard 200                        | 1              |
| US Independent Albums                   | 1              |
| Estados Unidos (Folk Albums)            | 1              |
| Estados Unidos (Top Rock Albums)        | 1              |
| Estados Unidos (Top Alternative Albums) | 1              |

| Lista (2012)                                     | Posición |
| ------------------------------------------------ | -------- |
| Belgian Albums Chart (Flanders)                  | 10       |
| Canadian Albums Chart                            | 4        |
| Dutch Albums Chart                               | 7        |
| New Zealand Albums Chart                         | 8        |
| Swiss Albums Chart                               | 35       |
| UK Albums Chart                                  | 5        |
| US Billboard 200                                 | 7        |
| US Alternative Albums Chart                      | 1        |
| US Digital Albums Chart                          | 3        |
| US Folk Albums Chart                             | 1        |
| US Independent Albums Chart                      | 1        |
| US Rock Albums Chart                             | 1        |
| Lista (2013)                                     | Posición |
| Austrian Albums Chart                            | 19       |
| Belgian Albums Chart (Wallonia)                  | 165      |
| Canadian Albums Chart                            | 2        |
| Dutch Albums Chart                               | 20       |
| New Zealand Albums Chart                         | 14       |
| Spanish Albums (Productores de Música de España) | 36       |
| US Billboard Alternative Albums                  | 1        |
| US Billboard 200                                 | 5        |
| US Billboard Rock Albums                         | 1        |
| US Billboard Folk Albums                         | 1        |
| US Billboard Independent Albums                  | 1        |
| Lista (2014)                                     | Posición |
| Belgium (Ultratop Flanders)                      | 149      |
| US Billboard Alternative Albums                  | 22       |
| US Billboard 200                                 | 125      |
| US Billboard Rock Albums                         | 41       |
| US Billboard Folk Albums                         | 4        |
| US Billboard Independent Albums                  | 20       |

En Gran Bretaña,  los Estados Unidos,  Canadá, Flandes, los Países Bajos, Noruega, y Nueva Zelanda, el álbum se ubicó en el número uno de las respectivas listas, y en Alemania, Austria, Suiza,  y Australia alcanzó el segundo lugar. También ocupó el cuarto puesto en Dinamarca y Suecia, el puesto 5 en Italia y el puesto 8 en Portugal. En Valonia alcanzó el número 11, en España el número 12, en Finlandia el número 19, el número 31 en Polonia y el número 67 en Francia.
El primer sencillo, I Will Wait, alcanzó alguna de las diez primeras posiciones en Nueva Zelanda (cuarto lugar), Irlanda (séptimo lugar) y Canadá (noveno lugar). En Gran Bretaña se situó con el número 12,  en Flandes con el número 14, en Australia y los Estados Unidos con el número 23,  en Suiza con el número 39,  en Suecia en el lugar 50 y en Alemania en el 53.
El segundo sencillo, Lover of the Light, solo pudo colocarse en EE. UU. con el número 97.

## Premios
En Austria y Bélgica Babel recibió un disco de oro, y en Estados Unidos y Alemania obtuvo un disco de platino. También fue galardonado en Australia, Canadá, Irlanda, y Nueva Zelanda.
El álbum fue nominado en cuatro categorías en los premios Grammy de 2013 y recibió un premio como álbum del año. También sería nominado a álbum del año en los premios BRIT. La revista Rolling Stone incluyó a Babel en el número 11 de los mejores álbumes de 2012.

## Recepción
El álbum fue recibido de forma positiva por la crítica musical:
- Metascore calculó una calificación promedio del 63% basado en 32 revisiones, y le otorgó la calificación de "generalmente favorable".[76]
- El álbum recibió la calificación más alta de laut.de. La crítica Deborah Katona señaló que no había nada que criticar, y que ninguna de las canciones parecía de relleno.
- Ian Winwood de la BBC también elogió el álbum, con el que Mumford & Sons  habían encontrado una manera de destacarse entre la multitud y desarrollar su propio estilo musical.[77]
- La revista Rolling Stone le otorgó 3,5 de 5 puntos posibles. Por un lado, el crítico Will Hermes elogió los arreglos del álbum y las canciones individualmente, pero también criticó el hecho de que el contenido folclórico del álbum presentaba altibajos.[78]
- James Christopher Monge de Allmusic observó algunas debilidades en el plano lírico, pero por otro lado, elogió la actuación musical de la banda. Le otorgó tres de cinco estrellas posibles como calificación.[79]